# Remplage
En architecture et en construction, le remplage désigne :

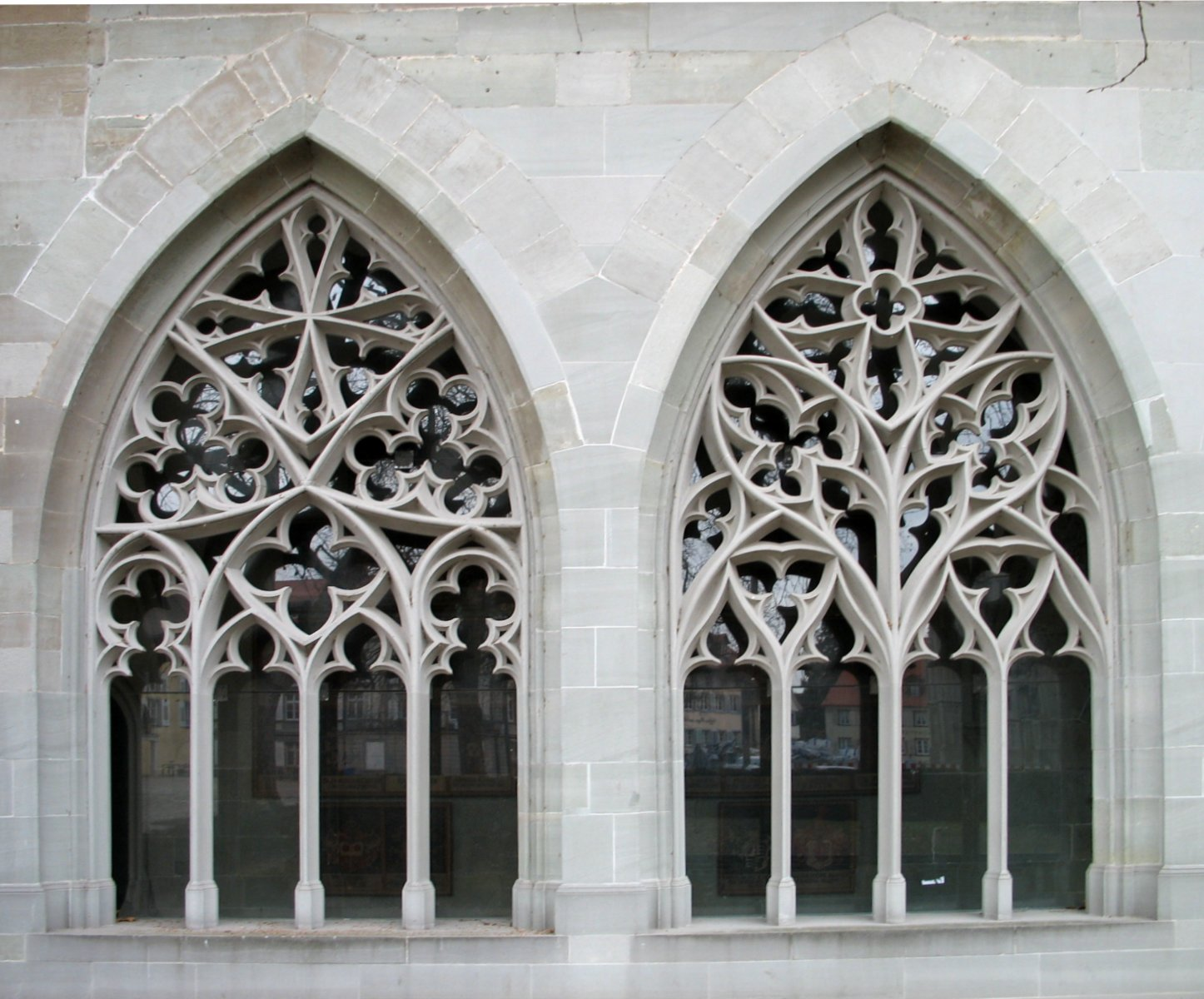
Fenêtres à remplages flamboyants (cloître de la cathédrale Notre-Dame de Constance).

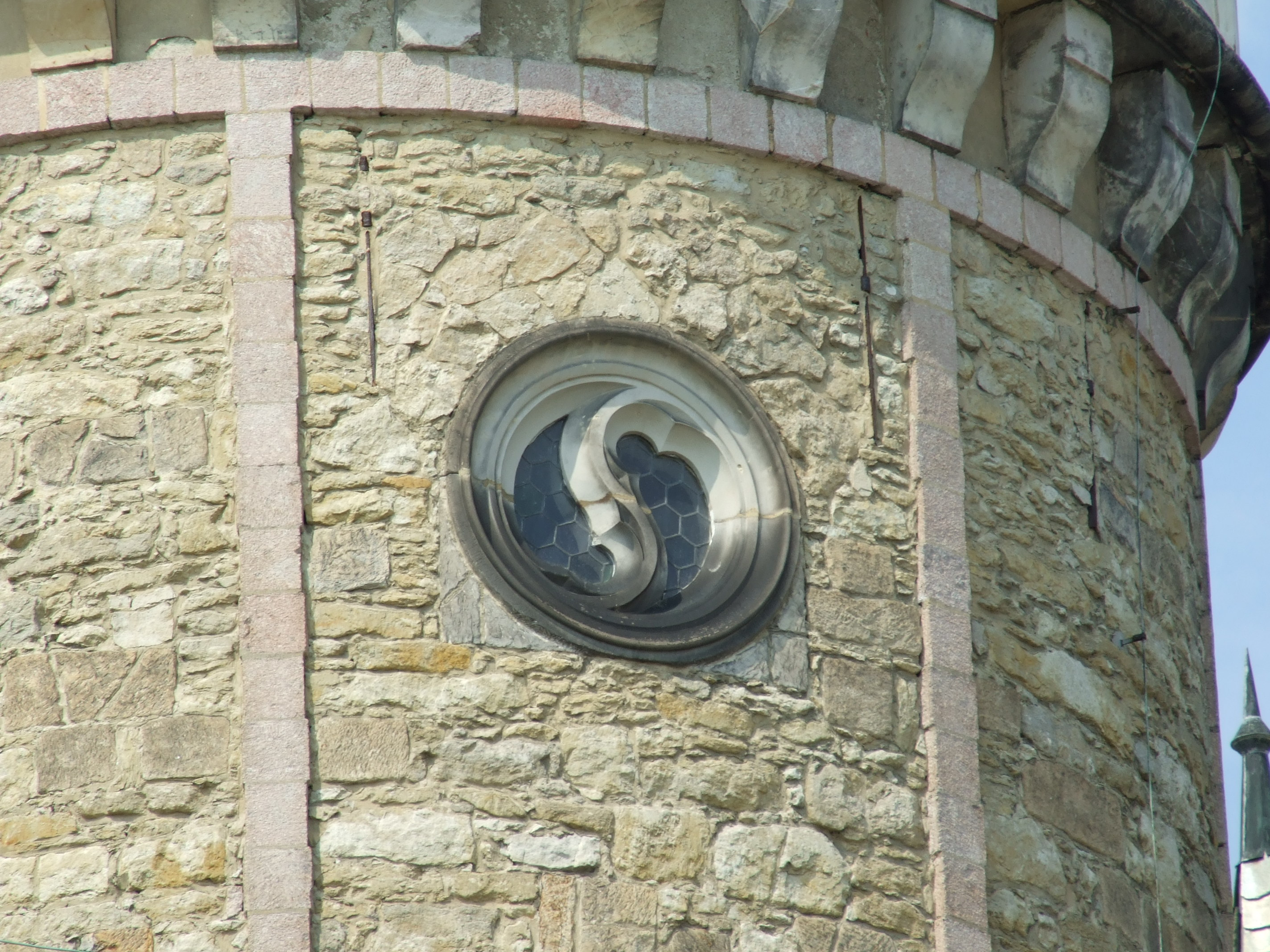
Deux mouchettes tête-bêche.

- l'armature en pierre taillée d'une baie.
Ce procédé s'est développé avec l'architecture gothique qui a engendré des ouvertures de plus grande taille. On distingue généralement la partie haute du remplage : le réseau ajouré de formes géométriques variées ; et la partie basse où alternent les meneaux (éléments en pierre taillée) et les lancettes (vides séparant les meneaux). Les divisions obtenues par le remplage sont appelées « jours » ou « ajours ». Un terme moins fréquent est tracerie, calqué sur le vocable anglais tracery ;
- par extension, le remplissage d'une ossature (bois, pierre, béton, métal) avec un matériau quelconque. En maçonnerie, synonyme de blocage.

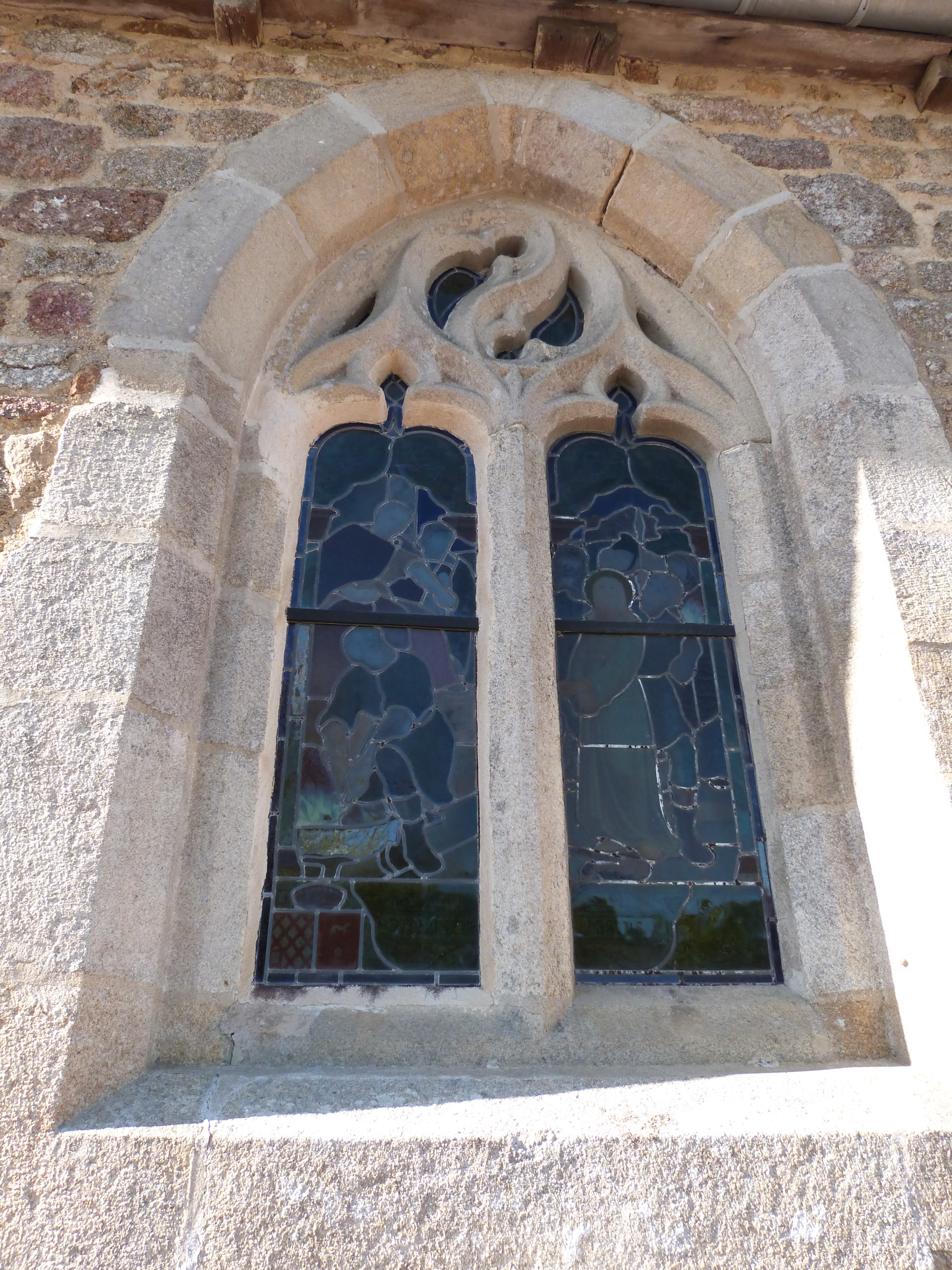
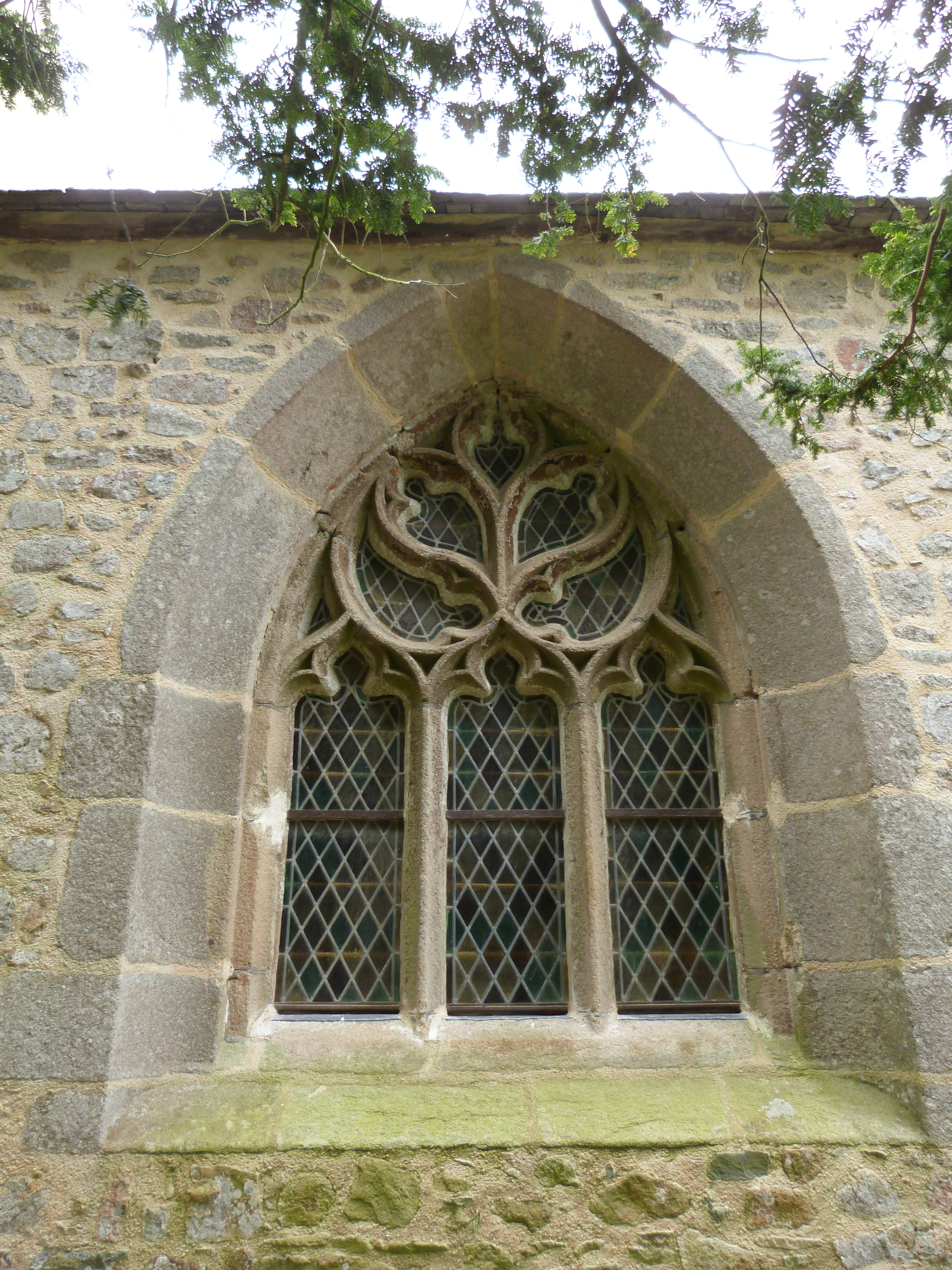
Remplage de la chapelle Saint-Gonéry de Plougrescant.
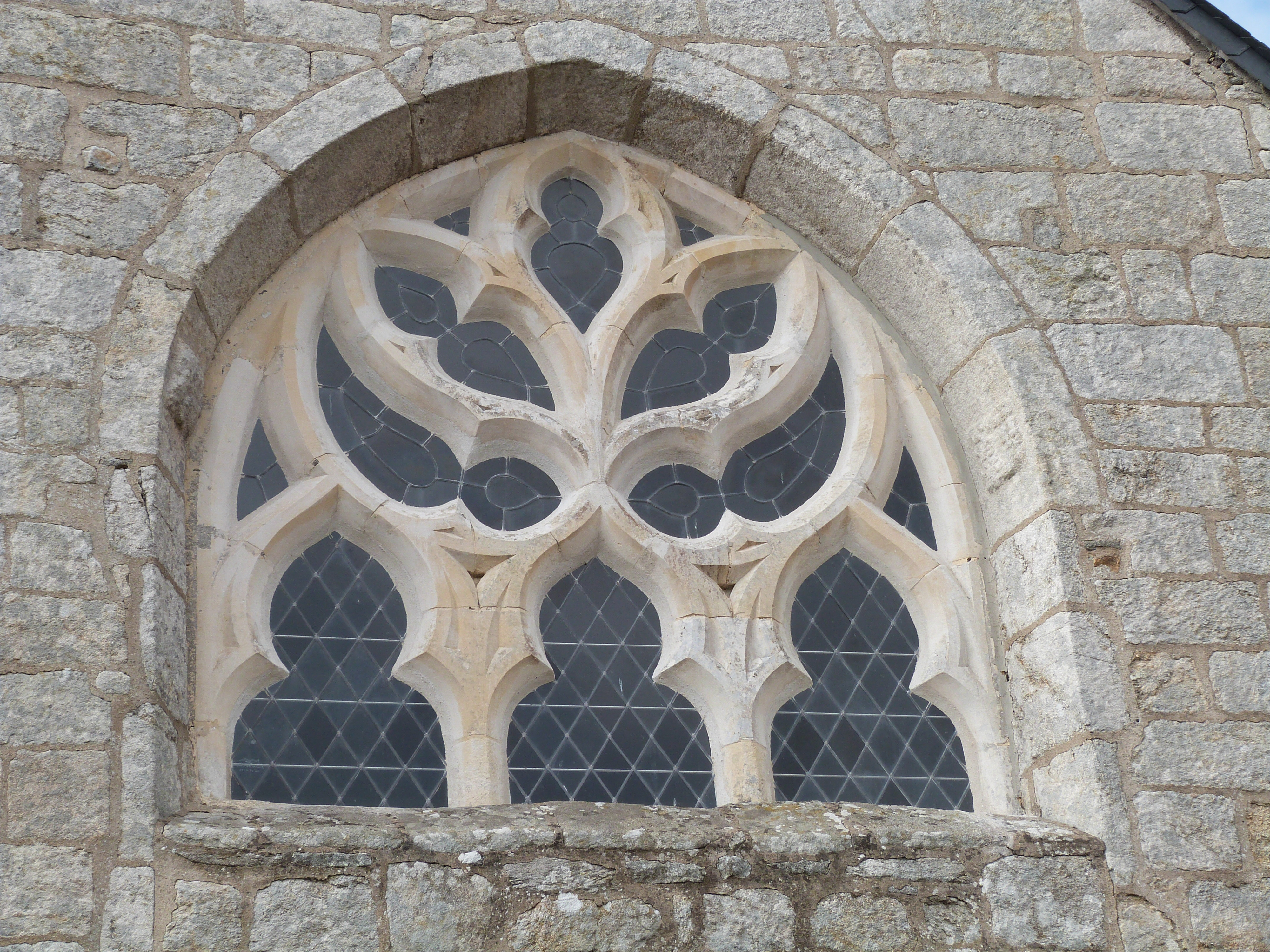
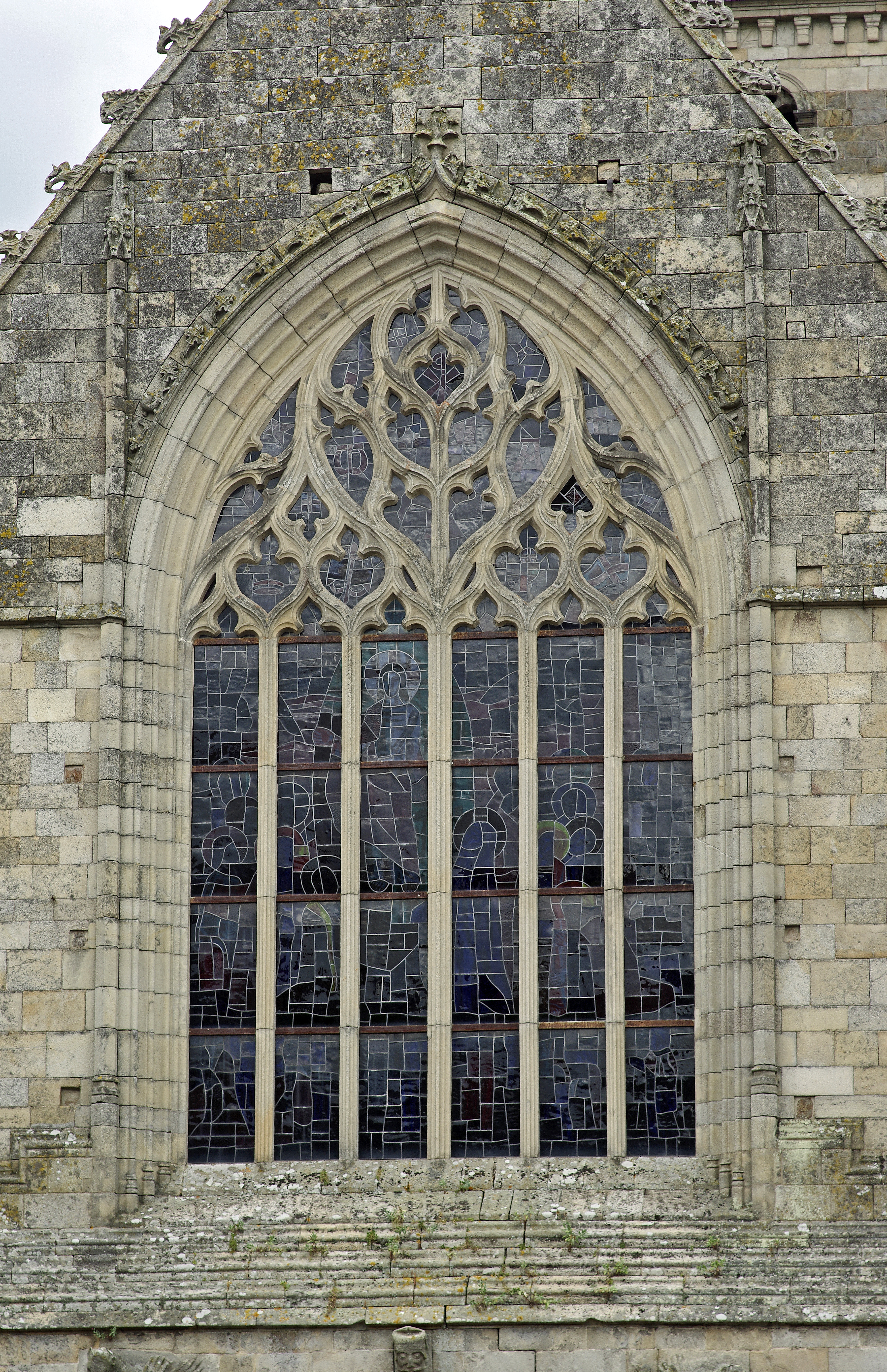